# Afanasij Kočetkov
Afanasij Kočetkov (9 marzo 1930 – Mosca, 24 giugno 2004) è stato un attore sovietico.

## Filmografia parziale

### Attore
- Mumu (1959)
- Pervoe svidanie (1960)
- V načale veka (1961)

## Premi
- Artista onorato della RSFSR (1967)
- Artista popolare della RSFSR (1976)
- Ordine d'Onore (1999)